# الأسرى الأمركيين بالجزائر
الأسرى الامركين بالجزائر من أشهر عمليات الأسر في القرن 18 م وتعد من أهم المحطات التاريخية للولايات المتحدة الفتية التي إستقلت حديثا عن التاج البريطاني وكان أهم التحديات رفع علمها على سفنها التجارية. وكان ذلك العلم جديدا في حوض البحر المتوسط عامّة، وعلى البحارة الجزائريين خاصة. ولذلك أضحت السفن التجارية الأمريكية بدون حماية، ويمكنها أن تقع غنيمة في أي لحظة في يد الجزائريين الذي كانوا يخرجون بسفنهم في فصول معينة في البحر المتوسط، وفي المحيط الأطلسي عقب معاهدة السلم مع إسبانيا والبرتغال عام  1785

## تاريخ

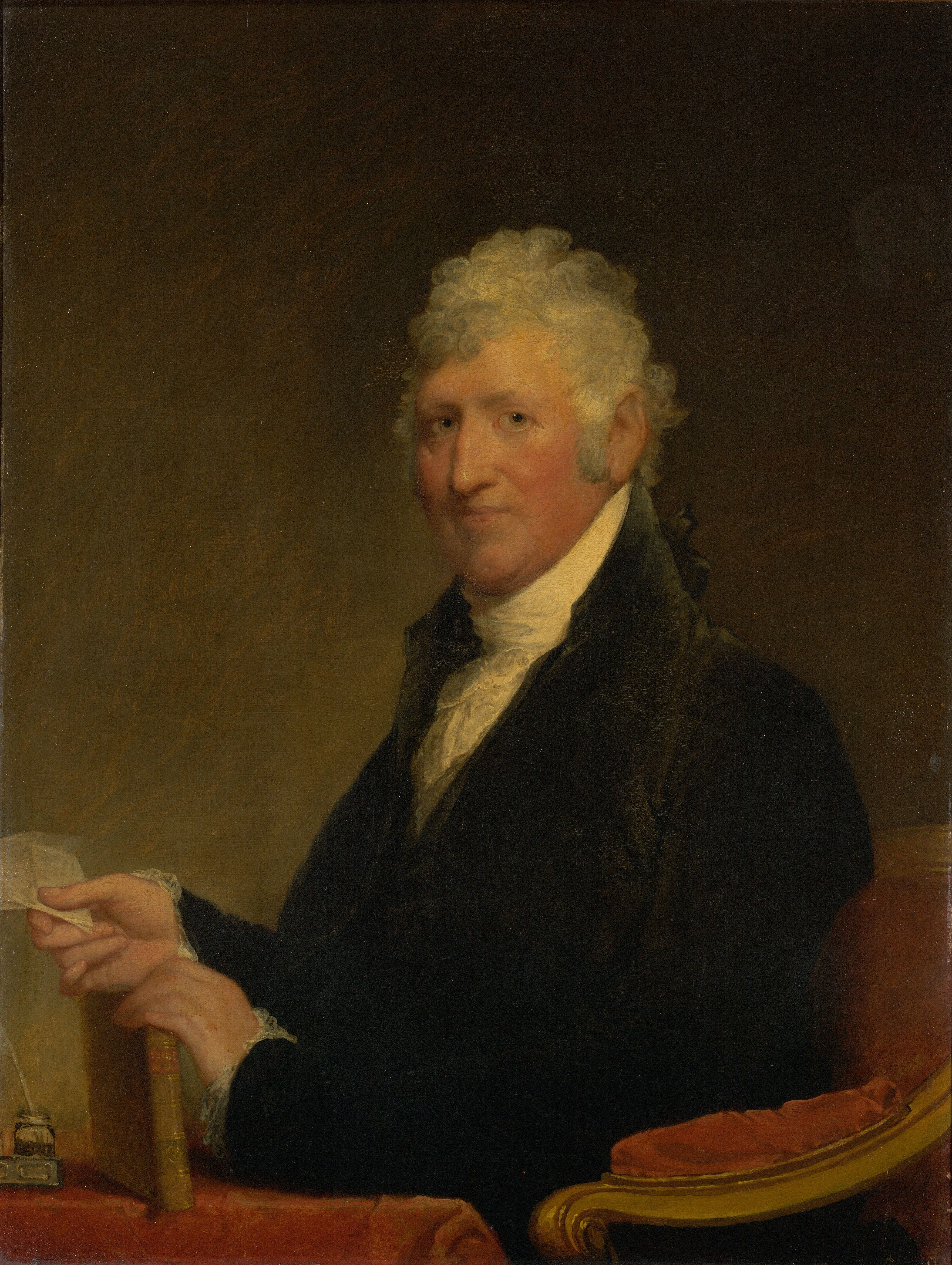
ديفيد هامفريزأمين لجنة المفاوضات

كان على الكونغرس الأمريكي التفكير في وسيلة لحماية سفنهم وتوفير الأمن لها. علما أنّ الأمريكيين لم تكن لهم تجربة
في العلاقات الدبلوماسية مع العالم الخارجي. لذا لجأوا إلى حليفتهم فرنسا في حربهم ضد الإنجليز، فأكدّت لهم أنّ السبيل الوحيد هو إرسال المفاوضين لعقد معاهدة سلام وصداقة مقابل دفع ضريبة سنوية، وتقديم هدايا لحكام إيالات الشمال الإفريقي كغيرها من الدول الأوروبية التي تقوم بدفع مستحقات الصداقة والسلام.
وقدم الرئيس الأمريكي جورج واشنطن مذكرة مفصلة إلى الكونغرس الأمريكي يشرح فيها المصاعب التي تعاني منها السفن التجارية الأمريكية أمام الدول البربرية، وما نتج عن ذلك من تراجع في المداخل التجارية الأمر الذي ينعكس سلبا على تطور البلد.
في هذا الوضع  أصدر الكونغرس الأمريكي  قرارا في 07 مارس 1784 يقضي بتعيين جون آدمز وبنيامين فرانكلين   وتوماس جيفرسون  لإجراء اتصالات مع حكام إيالات الشمال الأفريقي، على أن تقوم اللجنة بتقديم النتائج التي تسفر عنها إلى الكونغرس للمصادقة عليها. وعين ديفيد هامفريز أمينا لهذه اللجنة.

### بداية الأزمة

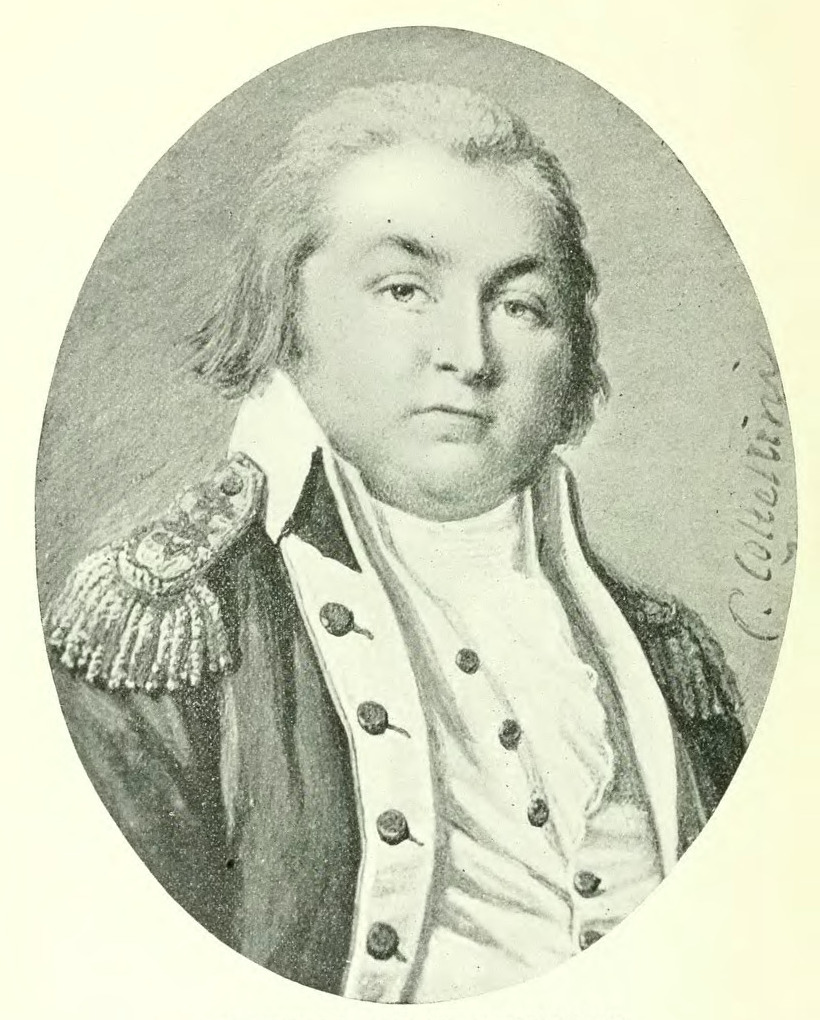
جيمس ليندر كاثكارت

أوفدت الولايات المتحدة الأمريكية مفاوضين إلى الجزائر لشراء السلام معها. أورد جيمس ليندر كاثكارت في مذكرته
| الأسرى الأمركيين بالجزائر | إن تواجد السفن الجزائرية في المحيط الأطلسي مكنها من أسر سفينتين أمريكيتين إحداهما سفينة ماريا من بوسطن وكان تقل ستة بحارة على مسافة ثلاثة أميال من رأس سانت فانسبت من قبل سفينة ثلاثية الصواري مزودة بأربعة عشر مدفعا وعلى متنها واحد وعشرون بحارا وذلك في يوم 25 جويلية 1785م . أما السفينة الثانية دوفين من فيلادلفيا من فبل الرايس علي يوم 30 جويلية 1785 على مسافة سبعين فرسخا من صخرة لشبونة . وانقادت السفينتين من المحيط الأطلسي إلى البحر الأبيض المتوسط لتصلا إلى الجزائر في يوم 12 أوت 1785م | الأسرى الأمركيين بالجزائر |

قوله:وسيق الربان والبحارة إلى السجن والأعمال الشاقة وعلى رأسهم جيمس ليندر كاثكارت.
ويضيف كاثكارت في مذكرته قائلا:
| الأسرى الأمركيين بالجزائر | لو بقي القراصنة الجزائريون في المحيط الأطلسي شهرا كاملا لأمكنهم بدون شك أن يأسروا عدة سفن أمريكية ولربما عددا آخر من السفن البرتغالية المشحونة بالبضائع الثمين | الأسرى الأمركيين بالجزائر |

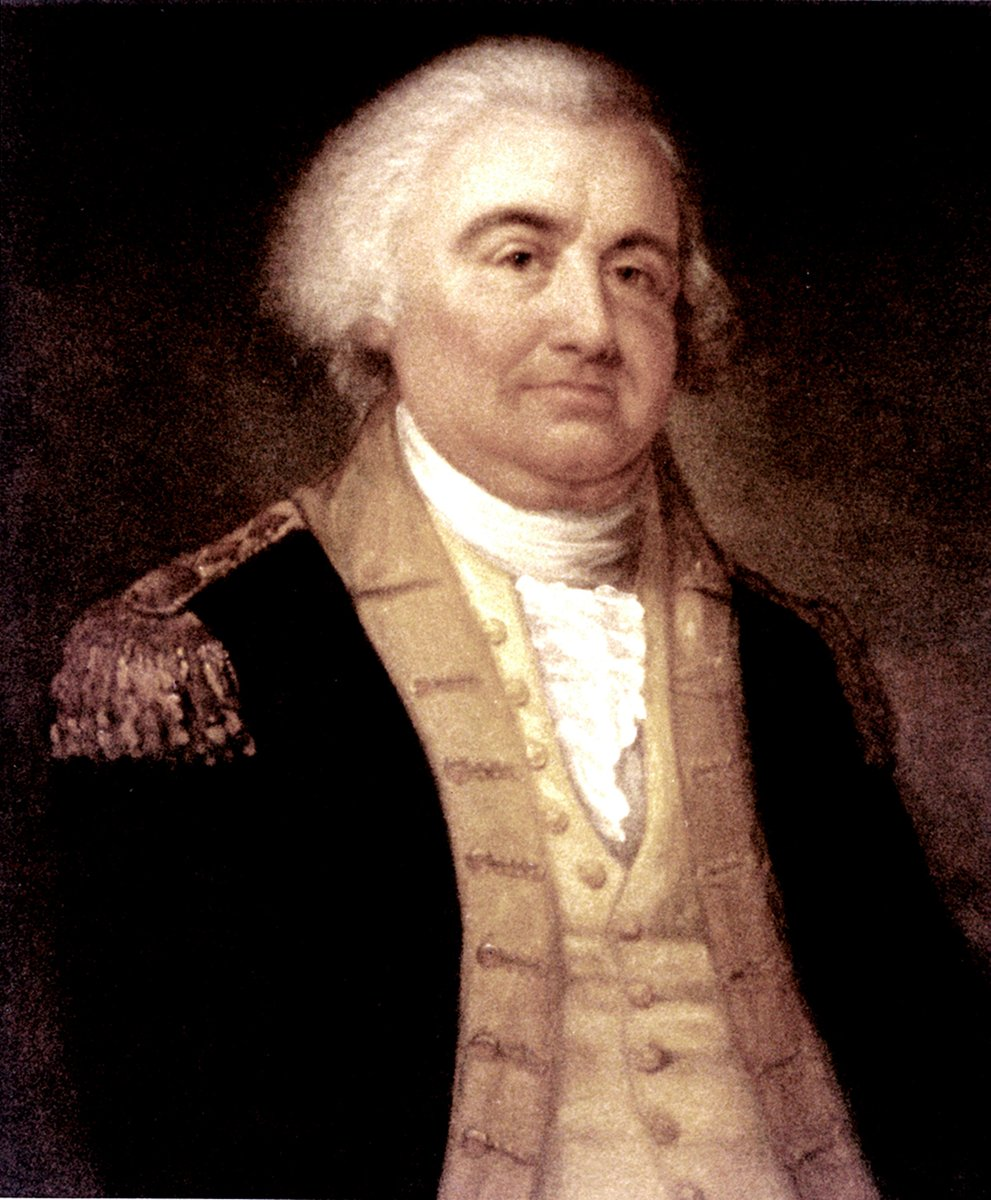
جون لامب مفاوض الدايويليام كارميكاييل القائم بالأعمال الأمريكية بإسبانياالديبلوماسي جويل بارلو

بعثت أخبار أسر السفينتين الأمريكيتين في نفوس لجنة المفاوضة شعور الفزع واعتبرته بداية إعلان إيالة الجزائر الحرب على الولايات المتحدة الأمريكية. وأرسل جيفرسون رسالة عاجلة إلى الكونغرس يطلعه فيها على ما حدث.
عندها قرر الكونغرس بأغلبية ساحقة فتح المفاوضات المباشرة مع إيالة الجزائر. وكان أن أوفدت  الولايات المتحدة جون لامب كأول مفاوض مع داي الجزائر رفقة كاتبه راندال في عهد محمد بن عثمان (1766-1791م)، وأقلتهما سفينة إسبانية بقيادة القبطان بازيليني وصلت يوم 25 جويلية 1786م
تقدم جون لامب بطلب استقبال إلى الداي بوساطة قناصل بعض الدول الأوربية منهم مترجم القنصلية الفرنسية الذي سعى من اجل الحصول على رخصة الاستقبال وتوجت تلك المساعي بالإيجاب والقبول. فجاء أول لقاء بين الداي محمد بن عثمان والمفوض الأمريكي لامب يوم 01 أفريل 1786م. لقد قام الوسطاء الأوروبيين بتقديم جون لامب على أنه المفوض الأمريكي لفدية الأسرى وطلب من الداي تحديد المبلغ المستحق لتحرير وفدية الأسرى، غير أن ذلك اللقاء لم يسفر على نتيجة تذكر. ثم كان الإستقبال الثاني يوم 03 أفريل 1786م الذي حدد فيه الداي مبلغ فدية الأسرى بــــ 2.435.000 دولار لكن لامب رأى أن المبلغ كبير جدا يصعب على الولايات المتحدة تسديده.
وفي اللقاء الثالث الذي انعقد في يوم 04 أفريل 1786م وبعد مفاوضات شاقة اقترح الداي غلى المفوض لامب دفع مبلغ 59.496 دولار كقييمة للفدية و 21000 دولار كضريبة سنوية. أورد لامب في مراسلته لجيفرسون مقترح الداي في شكل قائمة تتضمن المبلغ الإجمالي، ووصف الداي بالجشع رجع لامب إلى إسبانيا وقام بتحرير تقير مفصل عن مهمته الفاشلة في لإقناع الداي بإطلاق سراح رعاياه الأمريكيين وقدمه إلى اللجنة التي بدورها اقترحت إحالته إلى الكونغرس الذي ناقش القضية في أواخر سبتمبر 1786م.
بدأت الولايات المتحدة إيفاد مفاوضيها إلى الجزائر من أجل إيجاد حل سريع ولإطلاق سراح الأسرى الأمريكيين وإنهاء الأزمة بين البلدين، وأصبحت التجارة الأمريكية في البحر المتوسط مستحيلة. وقامت حملة كبيرة في الرأي العام الأمريكي من أجل تحرير أسراهم المتواجدين في الجزائر. وإذا كانت السفن الأمريكية تجد نوعا من المساعدة والحماية من طرف الأسطول البرتغالي الذي كان في حرب مع الجزائر بفضل مراقبته لمضيق طارق ومنعه مرور السفن الجزائرية فإنّ توسط بريطانيا بين الجزائر والبرتغال لعقد هدنة بين الطرفين سنة 1793م في عهد الداي حسن سمحت للأسطول الجزائري بالمرور إلى الأطلسي قد عقـّد مشكلة الولايات المتحدة ما اضطرها للدخول في مفاوضات مباشرة
مع الجزائر يقول السفير الأمريكي وليام شالر. كلّف الكولونيل ديفيد هامفريز المفوض الأمريكي في لشبونة  من قبل رئيس الولايات المتحدة بالدخول في مفاوضات مع الجزائر، وتبعا لذلك كلـّف جوزيف دونالدسون بالذهاب إلى الإيالة لعقد معاهدة الصلح تعهدت الولايات المتحدة بموجبها بأن تدفع للجزائر مبلغ 725 ألف دولار في مقابل فدية الأسرى الأمريكيين وغرامة سنوية مقدارها 12000 سيكون،  وتدفع كذلك ما جرى عليه عرف الديبلوماسية الجزائرية من أموال ومقتنيات ثمينة على سبيل الهدايا والمنح وكذلك وعد داي الجزائر حسن من جانبه بأن يساعد الولايات المتحدة على الوصول إلى عقد معاهدات صلح مع كلّ من إيالة طرابلس وإيالة تونس. ولقد كانت التكلفة الحقيقية لمعاهدة الصلح هذه بالنسبة للولايات المتحدة تعادل أو تفوق المليون دولار وهي قيمة في غاية الارتفاع إذا نظرنا إلى حالتها المالية الكارثية بسبب الديون الخارجية ووضعها الاقتصادي المزري بسبب حرب الاستقلال وضعف الدولة الحديثة النشأة تنظيميا وإداريا الراجح أنّ هذه المعاهدة تمّت سنة 1795م وأنّ الولايات المتحدة وجدت صعوبة في جمع هذه الأموال ولكنّها دفعتها بواسطة مفوضها جويل بارلو سنة 1796م، وبقيت مطالب الجزائر تزداد وتتفاقم كلـّما تطوّرت التجارة الأمريكية وازدهرت إلى أن وصلت في حسّ الأمريكيين إلى درجة لا تطاق ولكن لم يكن لهم مفرّا ولا بديلا من دفع هذه الضرائب والغرامات.
وبعد مفاوضات عديدة وعسيرة توصل الأمريكيون وبوساطة قنصل السويد إلى إقناع الداي حسن بضرورة عقد السلام معهم. فجاءت أول معاهدة صداقة وسلام بين داي الجزائر والولايات المتحدة في 05 سبتمبر 1795م وكانت هذه الاتفاقية انتصارا دبلوماسيا أمريكيا، مقابل دفع ضريبة سنوية، وتقديم هدايا قنصلية.

## معاهدة 05 سبتمبر 1795م
أطرافها : الداي حسن  عن إيالة الجزائر، وجوزيف دونالدسون المفوض من رئيس الولايات المتحدة الأمريكية جورج واشنطن.
تحريرها : حررت المعاهدة باللغة العثمانية لغة القصر وترجمت إلى اللغة الإنجليزية النص باللغة العثمانية يقابله النص باللغة الإنجليزية.
الإتفاقية شبيهة في نصوصها وموادها باتفاقية السلم والتجارة التي أبرمتها إيالة الجزائر مع السويد في  25 مايو 1792م. إن النص العثماني للإتفاقية الذي أثبتناه قام بدراسته كرامرز  جامعة ليدن بهولندا بالتعاون مع سنوك هارغرونج وتوصلا إلى أن الترجمة الإنجليزية لعام 1795م تختلف عن النص العثماني، وهذا ما استدعى القيام بترجمة إنجليزية جديدة. كما أن الإتفاقية كتبت بلغة عثمانية راقية ليس فيها أي ترجمة باللغة العربية. ويعطي كاثكارت يوم 03 سبتمبر1795م كتاريخ لوصول المفوض دونالدسون إلى الجزائر ويوم 05 سبتمبر 1795م هو تاريخ الإتفاق وإعلان السلام،  وتحية العلم الأمريكي. ويضيف قائلا :
| الأسرى الأمركيين بالجزائر | في مساء يوم 07 سبتمبر 1795م وصلتني الإتفاقية باللغة العثمانية مع الترجمة الإنحليزية التي أنجزت وكتبت من طرفنا وجعلتها موافقة للأصل في اثنين وعشرين(22) مادة وسلمت إلى دونالدصون جوازات السفر الأربعة التي تحصل عليها. | الأسرى الأمركيين بالجزائر |

نشرت الجريدة الأمريكية (Clay Pools American) نص المعاهدة بتاريخ 10 مارس 1796م وتطرقت إلى أن الاتفاقية كتبت باللغة العربية مع النص الإنجليزي. وعرضت الاتفاقية على الكونغرس لمناقشتها وإعطاء الموافقة عليها.
يتكون نص الاتفاقية من قسمين متميزين:

### الديباجة
- التي اشتملت على بيان أسماء الدول المتعاقدة الجزائر والولايات المتحدة الأمريكية، وأسماء رؤسائها الداي حسن وجورج واشنطن، وعلى بيان بأسماء المفوضين ديفيد هامفريز وجوزيف دونالدسون.

### محتوى المعاهدة
وأهم ما جاء  السماح للسفن الأمريكية الرسو في المونئ الجزائرية مع عدم دفع أي نوع من الضرائب أو الرسوم الجمركية في حالتي الشحن والتفريغ للسلع المختلفة وتجنب مضايقة سفن الدولتين وعدم التعرض للأشخاص بأذى أيا كان شكله.
ونصت الاتفاقية الحفاظ على تركة أي مواطن أمريكي لاقى حتفه بأرض الجزائر وأن تودع لدى قنصله بكل أمانة. المادة 13.
وجاء في الاتفاقية توفير الأمن للقنصل العام في مقر إقامته وأثناء تنقلاته والسماح له بممارسة معتقداته الدينية بكل حرية. وفي حالة حرب بين الأمتين سمح الداي للقنصل ومواطنيه مغادرة الجزائر دون التعرض لهم بسوء. المادة 18.
واتفق الطرفان على مراعاة احترام تنفيذ بنود ومواد الاتفاقية، وتنفست الولايات المتحدة الصعداء وتسلمت مقر قنصليتها ورفعت العلم الأمريكي عليها. وراحت السفن الأمريكية تتنقل في الحوض المتوسطي بكل حرية.
التزمت الولايات المتحدة الأمريكية بدفع مستحقات الاتفاقية والهدايا السنوية للداي، وتجلى ذلك اجتماع مجلس الشيوخ يوم 29 فبراير 1796م أقر  على احترام الاتفاقية وتسديد المستحقات في وقتها.
كما واصل الكونغرس الأمريكي يوم 01 مارس 1796م دراسة محتوى الاتفاقية والإلتزام بتطبيق نصوص الاتفاقية وموادها بهدف الحفاظ على العلاقات الطيبة بين البلدين، وحتى لا تتبخر مساعي وجهود المفاوضين.
و في يوم 02 مارس 1796م أصدر مجلس الشيوخ  قرارا يقضي إعادة النظر في بنود الاتفاقية ودراستها مادة بمادة ثم خرجوا باتفاق للمصادقة عليها في 07 مارس 1796م، ثم تم التصريح بها في الجريدة الرسمية في نفس التاريخ .

## رأي المؤرخين في المعاهدة

### الجانب الأمريكي
- المؤرخ الأمريكي إروين في كتابه ” تاريخ العلاقات الدبلوماسية الأمريكية البربروسية ” سجل ما يلي :| الأسرى الأمركيين بالجزائر | ولئن كانت هذه المعاهدة مع الجزائر تتضمن تضحية في الكرامة القومية للولايات المتحدة الأمريكية، ومرهقة لماليتها، فقد كانت لها عل الأقل، ثلاث فوائد رئيسية : - إطلاق سراح الأسرى الأمريكان في الجزائر . - إقامة سلم مع أقوى بلدان المغرب وأخطرها شأنا . - توسط الجزائر بطلب من أمريكا لدى كل من ( حمودة باشا ) باي تونس محمد يوسف قرمانللي باي طرابلس، لعقد معاهدة سلم معهما بضمان داي الجزائر | الأسرى الأمركيين بالجزائر |
- المؤرخ الأمريكي جون بي وولف في كتابه ” الجزائر وأوربا ” جون بي وولف يصف المعاهدة بأنها كانت باهظة الثمن فيقول :| الأسرى الأمركيين بالجزائر | وعندما نص الدستور الجديد للجمهورية الفيدرالية على وجود حكومة في مقدورها فرض الضريبة على الأمريكيين، وضع وزير الخارجية جيفرسون، خلافا لنصيحته الأولى، 800,000 دولار لفدية الأرقاء التابعين للولايات المتحدة وشراء السلام، وقد كلفت المعاهدة التي وقعت سنة 1795م 642,500 دولار بالإضافة إلى إتاوة سنوية في شكل معدات بحرية، وفي السنة الموالية وسعت هذه المعاهدة لتشمل هدية من نوع فرقاطة ذات ست وثلاثين مدفعا، ويبدو أن الثمن كان باهظا، ففي سنة 1799م مرت حوالي ثمانين سفينة تابعة للولايات المتحدة في سلام إلى البحر الأبيض للتجارة مع الدولة العثمانية ، وكانت هذه السفن ممنوعة من الأسواق الإنكليزية والفرنسية معا “ | الأسرى الأمركيين بالجزائر |
- يقول المؤرخ الأمريكي وليام سبنسر في كتابه ” الجزائر في عهد رياس البحر ” تعليقا على المعاهدة:[7]

| الأسرى الأمركيين بالجزائر | لقد وضعت هذه الاتفاقية الولايات المتحدة في الوضعية نفسها المشابهة لوضعية الأمم الأوروبية الأصغر في خصوص العلاقات مع الإيالة، وذلك بالرغم من الامتيازات الأقل تعرضا للمخاطر بسبب بعد المسافة والجزية المخفضة . فالسفن الحربية الأمريكية ستعطي المقدار المتعارف عليه، عشرون طلقة للتحية حين قدومها على مرسى مدينة الجزائر، والولايات المتحدة تمثل بالقنصل المقيم الذي تأكدت وضعيته الدبلوماسية واجر له مسكن من ورقة الداي مصطف ( 1798م – 1805م ). | الأسرى الأمركيين بالجزائر |

### الجانب العثماني
- يقول المؤرخ التركي يلماز إيزتونا في كتابه ” تاريخ الدولة العثمانية ” في معرض حديثه عن المعاهدة : | الأسرى الأمركيين بالجزائر | هذه الوثيقة هي المعاهدة الوحيدة باللغة الأجنبية ( غير الإنجليزية) التي وقعت عليها الولايات المتحدة الأمريكية خلال تاريخها الذي يتجاوز القرنين. وفي ذات الوقت هي المعاهدة الوحيدة التي وافقت وتعهدت فيها الولايات المتحدة الأمريكية خلال تاريخها كله بدفع ضريبة سنوية لدولة أجنبية. | الأسرى الأمركيين بالجزائر |

## وصلات خارجية
- الأسرى الأمركيين بالجزائر